# Cratoplastis fonteboae
Cratoplastis fonteboae är en fjärilsart som beskrevs av Embrik Strand 1919. Cratoplastis fonteboae ingår i släktet Cratoplastis och familjen björnspinnare. Inga underarter finns listade i Catalogue of Life.